# Mistrzostwa Czterech Narodów na żużlu
Mistrzostwa Czterech Narodów w sporcie żużlowym - coroczna seria turniejów drużynowych i indywidualnych, z jednej strony stanowiąca rodzaj rozgrywek ligowych dla drużyn słoweńskich, węgierskich oraz w szczególności chorwackich i austriackich, z drugiej wyłaniająca indywidualnych mistrzów poszczególnych krajów (w kategoriach seniorskiej i juniorskiej). Rozgrywki drużynowe toczone są według zmiennych reguł, raz jako rozgrywki klubowe, innym razem jako rozgrywki międzynarodowe (reprezentacji narodowych). 

## Historia
Początków tej serii należy upatrywać w lidze słoweńskiej, w której od roku 1998 rywalizowała jedyna wówczas chorwacka drużyna żużlowa, SK Prelog. W związku z zamieraniem tej ligi oraz słabymi strukturami klubowymi, organizacyjnymi i kadrowymi (niewielka liczba zawodników w każdym kraju), w 2005 federacje słoweńska (Avto-Moto Zveza Slovenije - AMZS), chorwacka (Hrvatski Motociklisticki Savez - HMS) i austriacka (Oberste Nationale Sportkommission / Österreichischer Automobil- Motorrad- u.Touring Club - OSK/ÖAMTC) w celu rozszerzenia wewnętrznej rywalizacji postanowiły wspólnie organizować rozgrywki o drużynowe mistrzostwo, co było początkiem Mistrzostw Trzech Narodów. W pierwszym i drugim roku federacje były reprezentowane przez drużyny narodowe, w trzecim natomiast przez kluby (AMZS przez AMTK Ljubljana i AMD Krško, HMS przez SK Unia Goričan i SK Prelog, a OSK/ÖAMTC przez ÖAMTC Wiener Neustad). W 2008 roku do współorganizowania rozgrywek zgłosiła się federacja węgierska (Magyar Motorsport Szövetség - MAMS), a powstałe w ten sposób Mistrzostwa Czterech Narodów powróciły do formuły meczów międzypaństwowych.

## Triumfatorzy
Lista klubów, które stawały na podium:
| Sezon | 1 miejsce      | 2 miejsce    | 3 miejsce   |
| ----- | -------------- | ------------ | ----------- |
| 2005  | Słowenia II    | Chorwacja    | Austria I   |
| 2006  | Chorwacja      | Słowenia I   | Słowenia II |
| 2007  | AMTK Ljubljana | Unia Goričan | AMD Krško   |
| 2008  | Słowenia       | Węgry        | Austria     |